# سيرف نت
سيرف نت أو SURFnet هي منظمة تقوم بتطوير وتنفيذ وصيانة شبكة البحث والتعليم الوطنية (NREN) في هولندا، وهي أيضًا اسم الشبكة التي تعمل بها. المسؤولون التنفيذيون في سيرف نت هم المؤسسون أو شغلوا مناصب في مجالس الإدارة في مؤسسات مثل EBONE ومجلس السجلات الأوروبي الوطني للنطاقات العليا و .nl و AMS-IX و TERENA و DANTE و مركز معلومات الإِنترنت الأوروبي ‏ وISOC وIETF ومجموعة مهندسي الإنترنت و IAB .
الشركة هي شركة تابعة لمؤسسة غير هادفة للربح، SURF (Samenwerkende Universitaire Reken Faciliteiten؛ الإنكليزية: مرافق الحوسبة الجامعية التعاونية)
سيرف نت كشبكة هي شبكة كمبيوتر أساسية مخصصة للتعليم العالي والبحث في هولندا. يمكن للموظفين وطلاب المنظمات المتصلة التواصل عبر سيرف نت مع مستخدمي الإنترنت الآخرين.

## التاريخ
تأسست المنظمة في عام 1986، وبدأت في توفير خدمات اتصال IP في عام 1989، ونشر مجموعة TCP / IP حزمة بروتوكولات الإنترنت. نشرت سيرف نت سلسلة من أجيال الشبكة بطريقة مبالغ فيها. تعتمد شبكة سيرف نت الأولية على توصيلات بسرعة kbit / s 9.6 و 64 kbit / s X.25 ، مما يوفر بروتوكول DECNET . تم إنشاء سيرف نت2 في عام 1989 وتم تسليم TCP / IP عبر شبكة X.25. قدمت شبكة سيرف نت3 بروتوكول TCP / IP الأصلي عبر خطوط مستأجرة وبدأ تشغيلها في عام 1991، وتتألف بشكل أساسي من 64 kbit / s و 2 Mbit / s. في عام 1994، تم تطوير سيرف نت4 على أساس أجهزة الصراف الآلي، وفي وقت لاحق على SDH ، وصلات. تم تطوير سيرف نت5 من عام 1999 فصاعدًا على بنية DWDM بسرعة 10 جيجابت / ثانية، مع وصلات وصول تبلغ 100 ميجابت / ثانية و 1 جيجابت / ثانية.
بدأ تشغيل سيرف نت6 ، الجيل السادس من شبكة سيرف نت، في بداية عام 2006. توفر هذه الشبكة لـ 750,000 مستخدم في التعليم العالي والبحث مع مرافق الإنترنت، كما توفر لهم «ممرات ضوئية»، والتي هي روابط مباشرة بين عقدتي شبكة دون الحاجة إلى أجهزة التوجيه. قدرة Lightpaths من 1 إلى 10 جيجابت / ثانية.
توفر سيرف نت حاليًا خدمات على جميع طبقات الشبكة، بما في ذلك خدمات المصادقة، مثل eduroam و A-Select ، وخدمات للأمان والتعاون عبر الإنترنت ووسائط الدفق. تتعاون الشركة مع عدد من المنظمات، على الصعيدين الوطني والدولي، بما في ذلك شبكة أبحاث أوروبية DANTE ، TERENA ، Kennisnet و جلورياد.

## أنظر أيضا
- انترنت 2
- سيرف نت

## روابط خارجية
- موقع سيرف نت
- مقال في القراءة الخفيفة، نوفمبر 2004
- netherlight.net